# آزادگله
آزادگله منطقه‌ای در شرق شهرستان ساری می‌باشد و توسط پل تجن به بخش مرکزی شهر ارتباط می‌یابد.
از اماکن مهم در این منطقه وجود آرامگاه امامزاده عباس، ساختمان جمعیت هلال احمراستان مازندران، کارخانه شیر پاستوریزه، انبار ذخیره نفت ساری، شرکت نوشابه سازی خوش نوش ساری می‌باشد.